# Zephyr Records (Verenigde Staten)
Zephyr Records was een Amerikaans platenlabel dat onder meer jazz en rock-'n-roll uitbracht. Het werd in 1956 opgericht door George Hormel en werd gedistribueerd door GNP Crescendo Records. Het label was actief tot in 1957.
Op het label kwamen albums uit van onder meer Bob Davis, Jack Costanzo, Ruth Olay, Arch Martin, Herb Pilhofer en Ray Stanley.